# Löwendenkmal

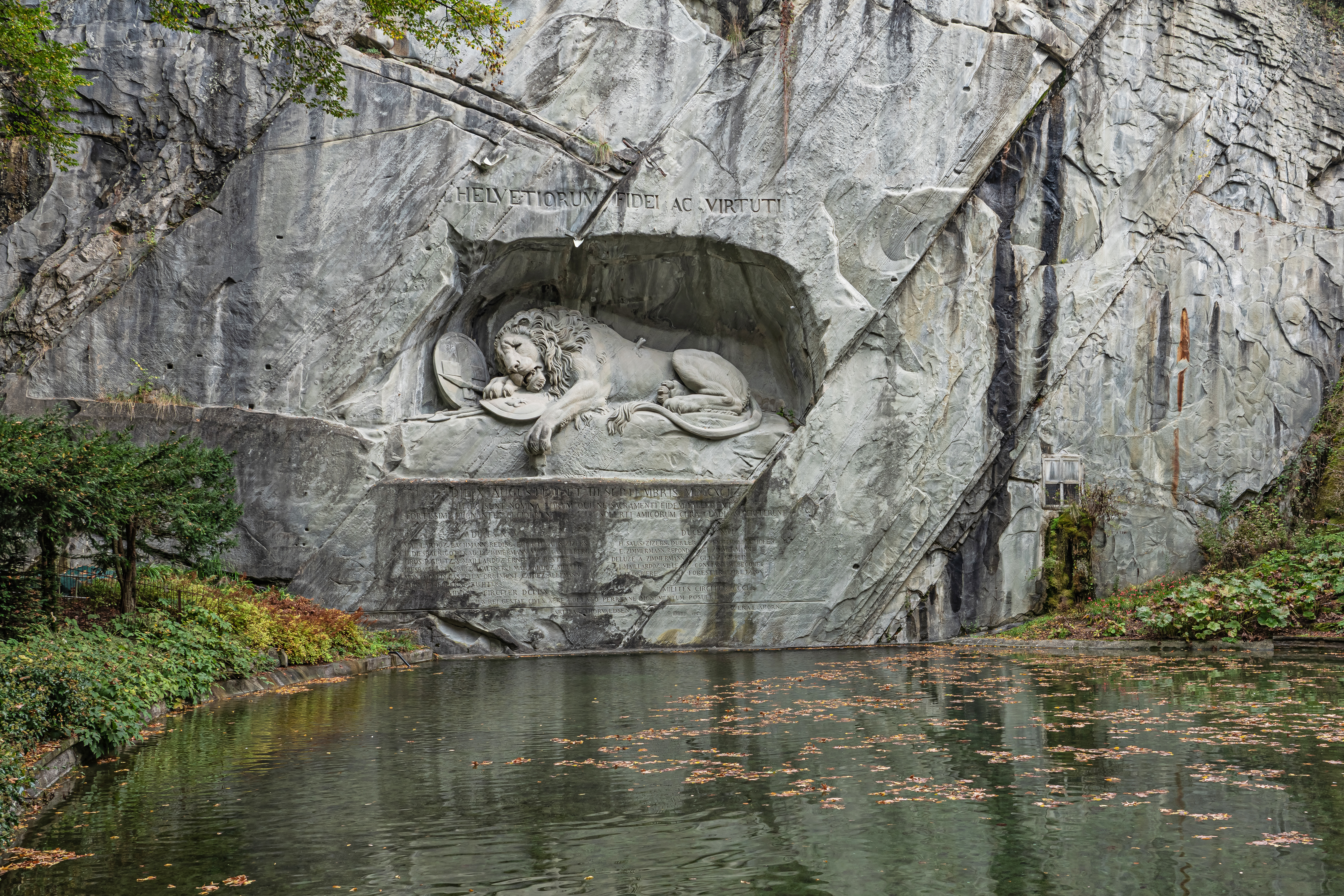
Löwendenkmal em 2007

O Monumento do Leão (em alemão:  Löwendenkmal), ou Leão de Lucerna, é uma escultura em Lucerna, na Suíça. Concebida por Bertel Thorvaldsen, homenageia os Guardas Suíços que foram massacrados em 1792 durante a Revolução Francesa, quando revolucionários invadiram o Palácio das Tulherias em Paris, França. O escritor norte-americano Mark Twain (1835–1910) elogiou a escultura de um leão mortalmente ferido como "o mais lúgubre e tocante peça em pedra no mundo."

## Contexto

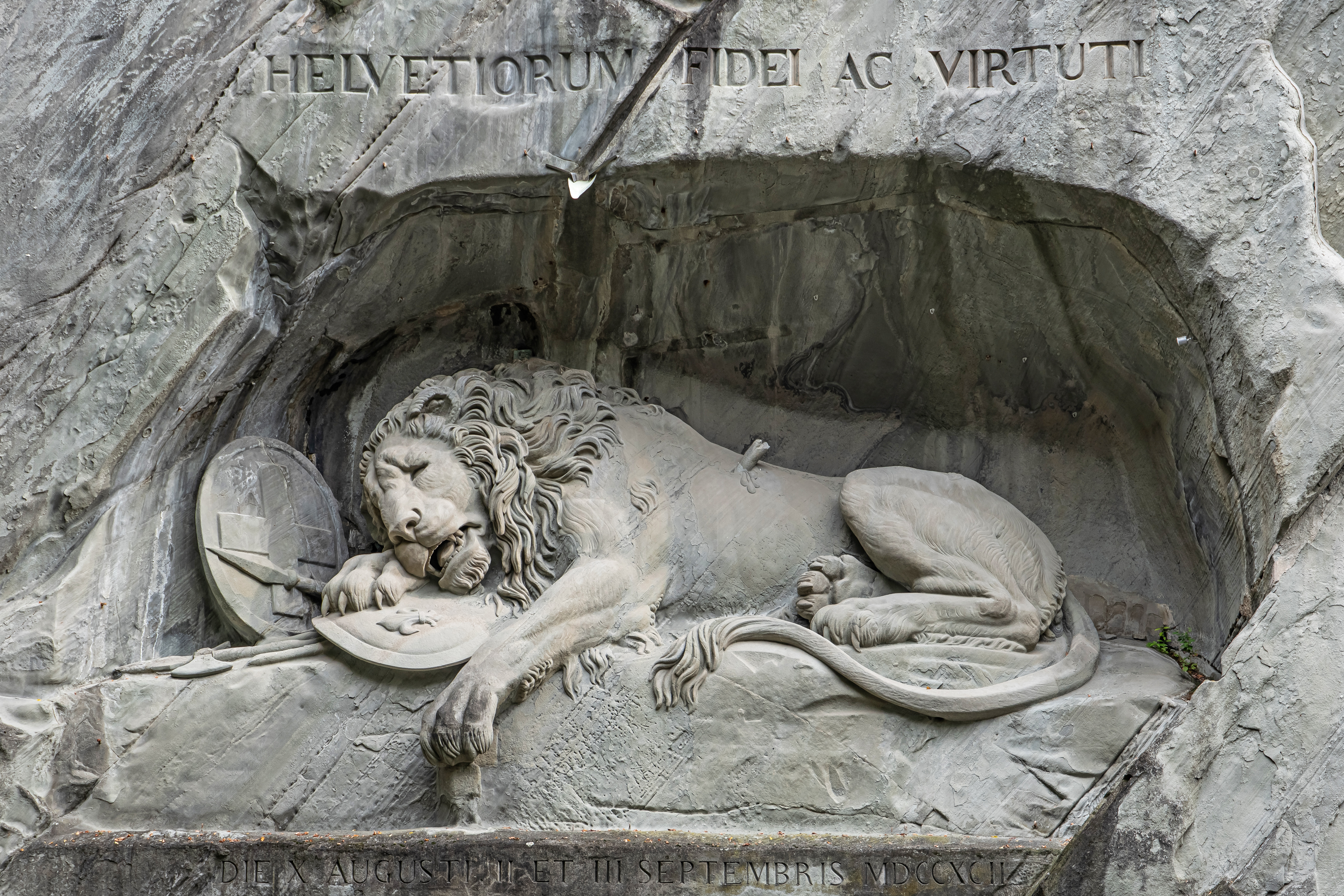
Pormenor do Leão

Desde o início do século XVII um regimento de mercenários suíços serviu enquanto parte da Maison du Roi de França. A 6 de Outubro de 1789, o rei Luís XVI foi forçado a retirar-se com a sua família do Palácio de Versalhes para o Palácio das Tulherias em Paris, e em Junho de 1791 tentou fugir para fora do país. Em 1792, durante a Insurreição de 10 de Agosto, revolucionários invadiram o palácio. A luta rebentou espontaneamente depois da família real ter sido escoltada das Tulherias para tomar refúgio na Assembleia Nacional Legislativa. Os suíços ficaram sem munições e foram oprimidos pelo número superior de revolucionários. Uma nota escrita pelo Rei sobreviveu até aos nossos dias, ordenando aos suíços que retirassem e voltassem aos seus quartéis, mas isto só foi efetuado depois da sua posição se ter tornado insustentável.
Dos Guardas Suíços defendendo as Tulherias, mais de 600 foram mortos durante a luta ou massacrados após a rendição. Estima-se que mais 200 morreram na prisão devido às suas feridas ou foram mortos durante os Massacres de Setembro que se seguiram. Excetuando cerca de 100 suíços que escaparam das Tulherias, os únicos sobreviventes do regimento foram 300 homens que haviam sido destacados para a Normandia alguns dias antes de 10 de Agosto. Os oficiais suíços estavam na sua maioria entre os massacrados, embora o Major Karl Josef von Bachmann — no comando nas Tulherias — tenha sido formalmente julgado e guilhotinado em Setembro, ainda usando o seu casaco de uniforme vermelho. No entanto, dois oficiais suíços sobreviventes viriam a alcançar patentes superiores sob as ordens de Napoleão.

## Monumento
A iniciativa de criar o monumento partiu de Karl Pfyffer von Altishofen, um oficial da Guarda Suíça que estava de licença em Lucerna quando a luta ocorreu, que começou a coletar dinheiro em 1818. O monumento foi concebido pelo escultor dinamarquês Bertel Thorvaldsen, e foi finalmente lavrado em 1820-21 pelo escultor Lukas Ahorn numa antiga pedreira de arenito perto de Lucerna.
O monumento é dedicado Helvetiorum Fidei ac Virtuti ("à lealdade e bravura dos suíços"). O leão moribundo é representado empalado por uma lança, cobrindo um escudo com a flor-de-lis da monarquia francesa; ao seu lado encontra-se um outro escudo com o brasão de armas da Suíça. A inscrição por debaixo da escultura lista os nomes dos oficiais, e o número aproximado dos soldados que morreram (DCCLX = 760), e sobreviveram (CCCL = 350).
A pose do leão foi copiada em 1894 por Thomas M. Brady (1849–1907) para o seu Leão de Atlanta, que comemora os soldados confederados desconhecidos sepultados no Cemitério de Oakland em Atlanta, na Geórgia.